# Авельянеда (муниципалитет)
Муниципалитет Авельянеда  (исп. Partido de Avellaneda) — муниципалитет в Аргентине в составе провинции Буэнос-Айрес.
Территория — 55 км². Население — 342 677 человек. Плотность населения — 6236,36 чел./км².
Административный центр — Авельянеда.

## История
Был выделен в 1852 году из муниципалитета Кильмес под названием «Барракас-аль-Сур». В 1904 году был переименован в честь президента Николаса Авельянеды.

## География
Муниципалитет расположен на северо-востоке провинции Буэнос-Айрес.
Муниципалитет граничит:
- на северо-западе — c городом Буэнос-Айрес
- на северо-востоке — с Атлантическим океаном
- на юго-востоке — с муниципалитетом Кильмес
- на юго-западе — с муниципалитетом Ланус

## Важнейшие населённые пункты[2]
| № | Населённый пункт | Населённый пункт (исп.) | Категория   | Население чел. (2010) | На карте                        |
| - | ---------------- | ----------------------- | ----------- | --------------------- | ------------------------------- |
| 1 | Авельянеда       | Avellaneda              | агломерация | 342677                | 34°39′53″ ю. ш. 58°21′42″ з. д. |

#### Агломерация Авельянеда
- входит в агломерацию Большой Буэнос-Айрес

| № | Населённый пункт | Населённый пункт (исп.) | Категория | Население чел. (2001) | На карте                        |
| - | ---------------- | ----------------------- | --------- | --------------------- | ------------------------------- |
| 1 | Авельянеда       | Avellaneda              | город     | —                     | 34°39′42″ ю. ш. 58°21′52″ з. д. |
| 2 | Крусесита        | Crucecita               | город     | 21 836                | 34°40′15″ ю. ш. 58°21′22″ з. д. |
| 3 | Док-Суд          | Dock Sud                | город     | 35 897                | 34°39′08″ ю. ш. 58°20′49″ з. д. |
| 4 | Херли            | Gerli                   | город     | 64 340                | 34°41′13″ ю. ш. 58°22′09″ з. д. |
| 5 | Пиньейро         | Piñeyro                 | город     | 26 979                | 34°40′10″ ю. ш. 58°23′17″ з. д. |
| 6 | Саранди          | Sarandí                 | город     | 60 752                | 34°40′51″ ю. ш. 58°20′47″ з. д. |
| 7 | Вилья-Доминико   | Villa Domínico          | город     | 62 315                | 34°41′37″ ю. ш. 58°19′57″ з. д. |
| 8 | Вильде           | Wilde                   | город     | 65 881                | 34°41′54″ ю. ш. 58°18′53″ з. д. |